# Демченко Андрій Анатолійович
Андрі́й Анато́лійович Де́мченко (нар. 20 серпня 1976, Запоріжжя, СРСР) — український футболіст, що виступав на позиції півзахисника. Відомий перш за все завдяки виступам у запорізькому «Металурзі», московському ЦСКА, амстердамському «Аякс» та низці інших клубів. Після завершення кар'єри гравця перейшов на тренерську роботу.

## Життєпис

### Ігрова кар'єра
Андрій Демченко народився у Запоріжжі. Вихованець СДЮШОР «Металург», де його тренерами були Віктор Височин та Анатолій Василега. Після розпаду СРСР переїхав до Росії, виступав за дубль московського ЦСКА, викликався до складу юнацької та олімпійської збірних Росії. Після юнацького чемпіонату Європи 1994 року за сприяння Костянтина Сарсанії підписав контракт з амстердамським «Аяксом», однак закріпитися у команді так і не зміг, провівши всього 4 поєдинки у чемпіонаті за три сезони. Зірковим часом Демченка став Суперкубок УЄФА 1995 проти «Сарагоси», у якому він вийшов на поле і навіть мав змогу відзначитися забитим м'ячем, однак змарнував свою нагоду. У 1997 році Демченко перебував у оренді в ЦСКА, а після приходу на тренерський місток «Аякса» Мортена Ольсена залишив клуб і повернувся на батьківщину до Запоріжжя. Цікава ситуація пов'язана з громадянством Андрія — він виступав за збірні Росії, маючи паспорт СРСР, хоча, фактично, був українцем. Після закінчення терміну дії радянського паспорта російське консульство відмовило футболісту в отриманні громадянства через відсутність прописки, а ось український паспорт він отримав без проблем.
За словами самого футболіста, «Металург» він розглядав як перевалочну базу для повернення в Європу, однак залишив клуб уже наприкінці кар'єри. Протягом дев'яти сезонів у команді Андрій провів у чемпіонаті України 176 поєдинків, у яких 35 разів розписався в воротах суперників. У 2007 році Демченко перестав витримувати конкуренцію з боку молодих вихованців «Металурга» і перейшов до складу «Іллічівця», де, втім, надовго не затримався і приєднався до київської «Оболоні». Потім був вояж до Молдови, невдале повернення до «Металурга» і останній у професійній кар'єрі сезон у складі харківського «Геліоса». Нереалізованість Демченка як футболіста багато хто пов'язував з його надмірною зацікавленістю комерцією, однак сам Андрій це заперечував.

### Тренерська кар'єра
У 2011 році Андрій Демченко розпочав тренерську кар'єру, виконуючи роль граючого тренера у аматорському клубі «Імекс» (Запоріжжя). Вже наступного року він увійшов до тренерського штабу «Металурга», а згодом очолив юнацьку команду запоріжців. У квітні 2013 року розпочав навчання в центрі ліцензування ФФУ з метою отримання тренерської ліцензії. Однокурсниками Демченка стали такі відомі в минулому футболісти, як Андрій Шевченко, Олег Венглинський, В'ячеслав Кернозенко та інші.
У березні 2017 році очолив узбекистанський клуб «Обод», але вже в жовтні того ж року клуб був розформований. Після цього Демченко працював у тренерському штабі Юрія Вірта у «Вересі». 26 квітня 2018 року він був призначений виконувачем обов'язків головного тренера «Вереса» після звільнення Юрія Свіркова.
16 квітня 2019 року почав працювати асистентом головного тренера харківського «Металіста 1925» у тренерському штабі Олександра Горяїнова. 19 червня того ж року призначений головним тренером «Металіста 1925».

## Досягнення

### Як гравець
Команді трофеї
- Володар Суперкубка УЄФА (1): 1995
- Володар Міжконтинентального кубка (1): 1995
- Фіналіст Кубка України (1): 2005/06
- Чемпіон першої ліги чемпіонату України (1): 2007/08[6]
- Бронзовий призер першої ліги чемпіонату України (1): 2007/08[6]
- Брав участь у чемпіонських сезонах «Аякса» (1995/96, 1997/98), однак у кожному з них провів лише по 2 матчі[7].

Особисті здобутки
- Найкращий бомбардир юнацького чемпіонату Європи (1): 1994

### Як тренер
Динамо (Батумі)
- Чемпіон Грузії (1): 2023

## Цікаві факти
- Улюблена команда Андрія Демченка — «Барселона», гравець — Зінедін Зідан.
- Збірна світу за версією Демченка: Ван дер Сар — Роберто Карлос (Мальдіні), Відіч, Фердінанд, Піке — Макелеле, Мессі, Зідан, Хаві, Роналду — Ромаріу (Веа)

## Цитати про Демченка
|  | У нього в житті була мрія — відкрити більярдний клуб. Він його відкрив і футбол для нього скінчився. Життя вдалося, питання всі вирішив. — Роман Орещук, футболіст. Оригінальний текст (рос.) У него в жизни была мечта — открыть бильярдный клуб. Он его открыл и футбол для него закончился. Жизнь удалась, вопросы все решил. |

|  | Спочатку тренери були задоволені Андрієм. А потім футбол у нього відійшов на другий план. Комерцією зайнявся. Приїжджали люди з України, він допомагав їм у купівлі уживаних автомобілів. З кожного мав, ясна річ, процент. Навіщо йому основний склад? В дублі спокійно п'ятірка в місяць крапає, та ці машини. Йому пропонували піти у оренду в «Метц», «Спортинг», «Стандард». Андрій всі варіанти з порогу відмітав: «Ні-ні, мені і тут добре». Я зрозуміти нічого не міг, доки не з'ясував, що насправді тримало його в Амстердамі. Демченко взагалі був дивним хлопцем. Жив мрією відкрити у Запоріжжі… більярдну. Тож чи до футболу йому? — Костянтин Сарсанія, російський футболіст та тренер. Оригінальний текст (рос.) Сначала тренеры были довольны Андреем. А потом футбол у него отошел на второй план. Коммерцией занялся. Приезжали люди с Украины, он помогал им в покупке подержанных автомобилей. С каждого имел, разумеется, процент. Зачем ему основной состав? В дубле спокойно пятерка в месяц капает, да эти машины. Ему предлагали уйти в аренду в «Метц», «Спортинг», «Стандард». Андрей все варианты с порога отметал: «Нет-нет, мне и здесь хорошо». Я понять ничего не мог, пока не выяснил, что на самом деле держало в Амстердаме. Демченко вообще был странный парень. Жил мечтой открыть в Запорожье... бильярдную. До футбола ли ему? |